# Filialkirche Pöllan
Koordinaten: 46° 41′ 51″ N, 13° 38′ 21,6″ O

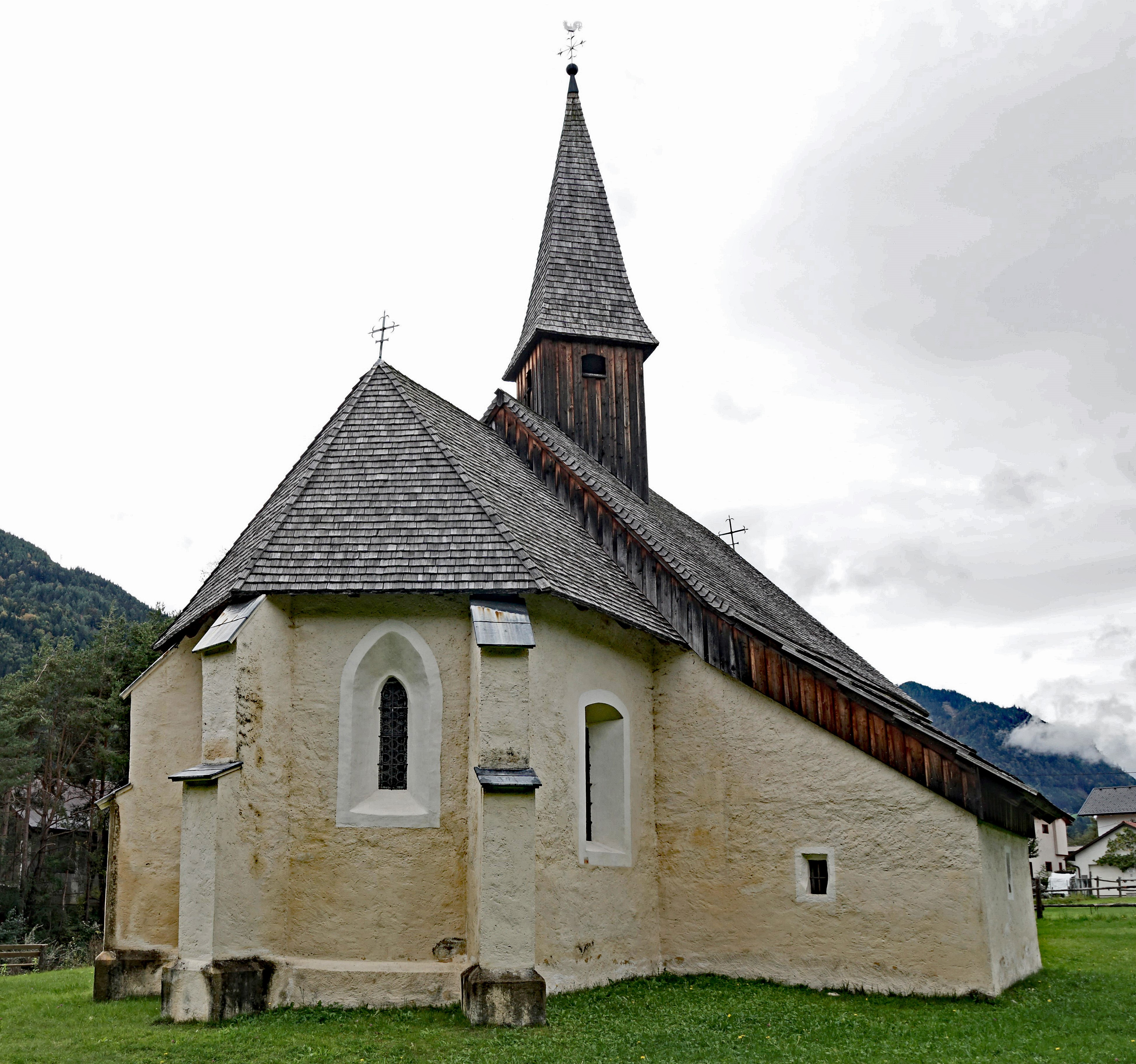
Die Apsis

Die kleine römisch-katholische Filialkirche Pöllan, Gemeinde Paternion, ist eine Filialkirche der Urpfarre Feistritz an der Drau. Sie ist den Aposteln Philippus und Jakobus dem Jüngeren geweiht. Sie steht frei im Gelände.

## Geschichte
Die früheste urkundliche Erwähnung der Kirche stammt von 1360. Nach Entweihung infolge der Türkenüberfälle erfolgte eine Neuweihe 1492 durch Bischof Jacobus Vallaresus des Patriarchats Aquileia.
In den letzten Jahren wurde eine Gesamtrenovierung durchgeführt.

## Bauwerk

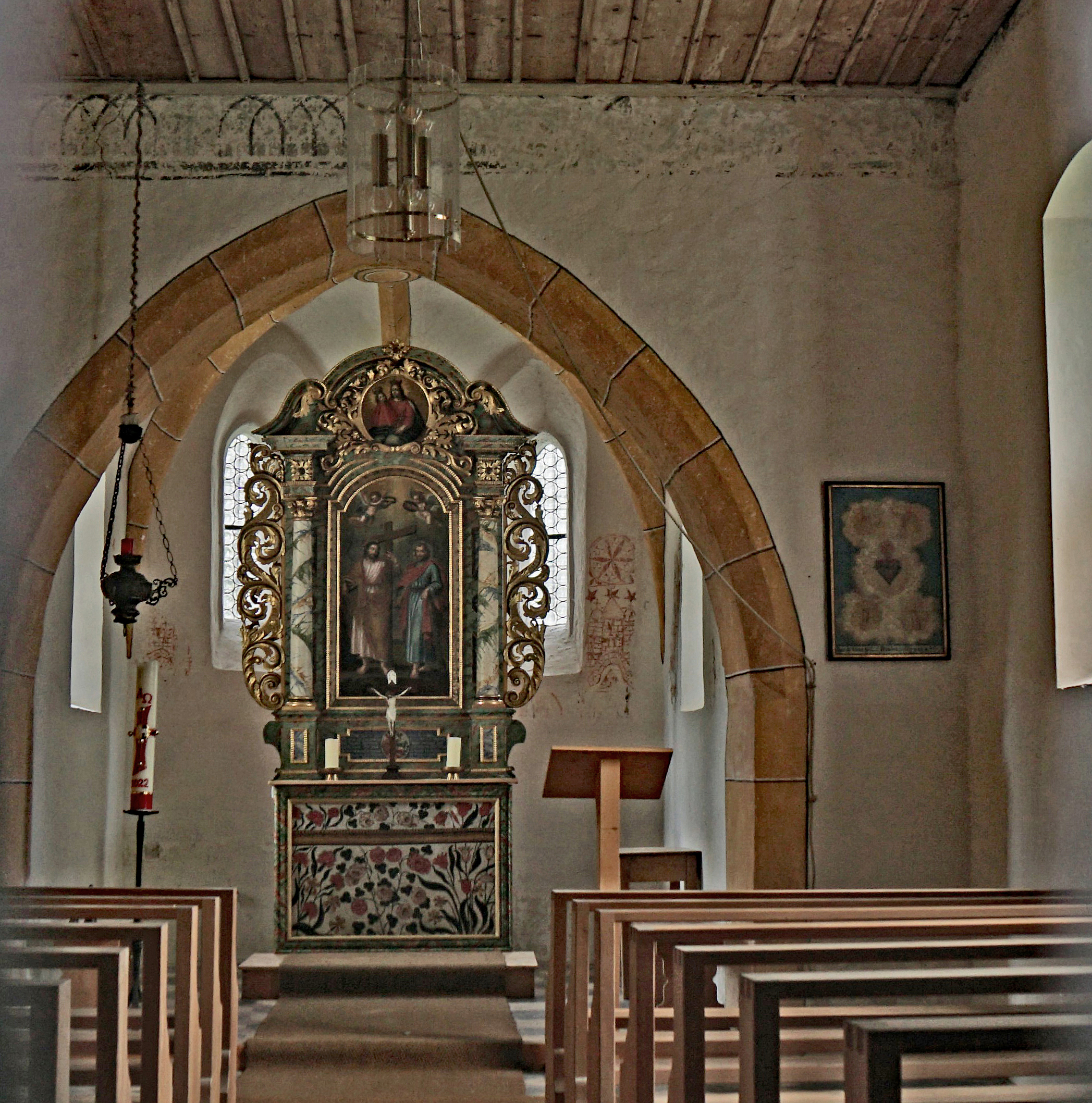
Innenansicht

Der im Kern romanische Bau wurde spätgotisch verändert und später barockisiert. Die Apsis ist mit abgetreppten Strebepfeilern gestützt. Das Dach mit dem holzverkleideten Dachreiter ist mit Lärchenschindeln gedeckt. Die Spitze des Dachreiters wird von einer Turmkugel mit Wetterhahn bekrönt. Die Tür des spitzbogigen Westportals hat gotische Bandbeschläge. Der Chor hat ein Kreuzgratgewölbe; die Sakristei, mit gotischem Spitzbogenportal ist kreuzrippengewölbt. Unter der Orgelempore ist die Holzdecke bemalt.

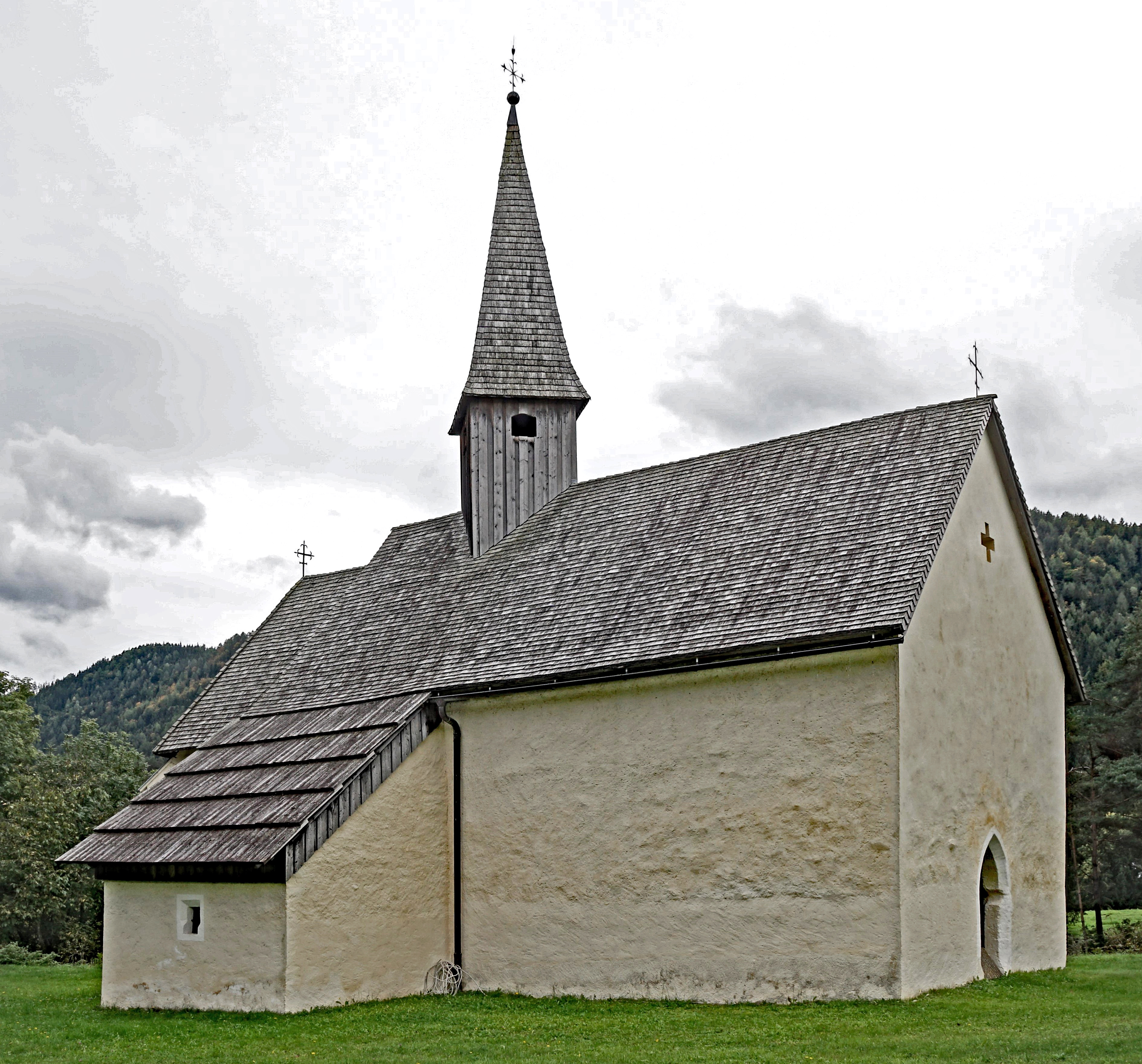
Nordwestseite mit Sakristei
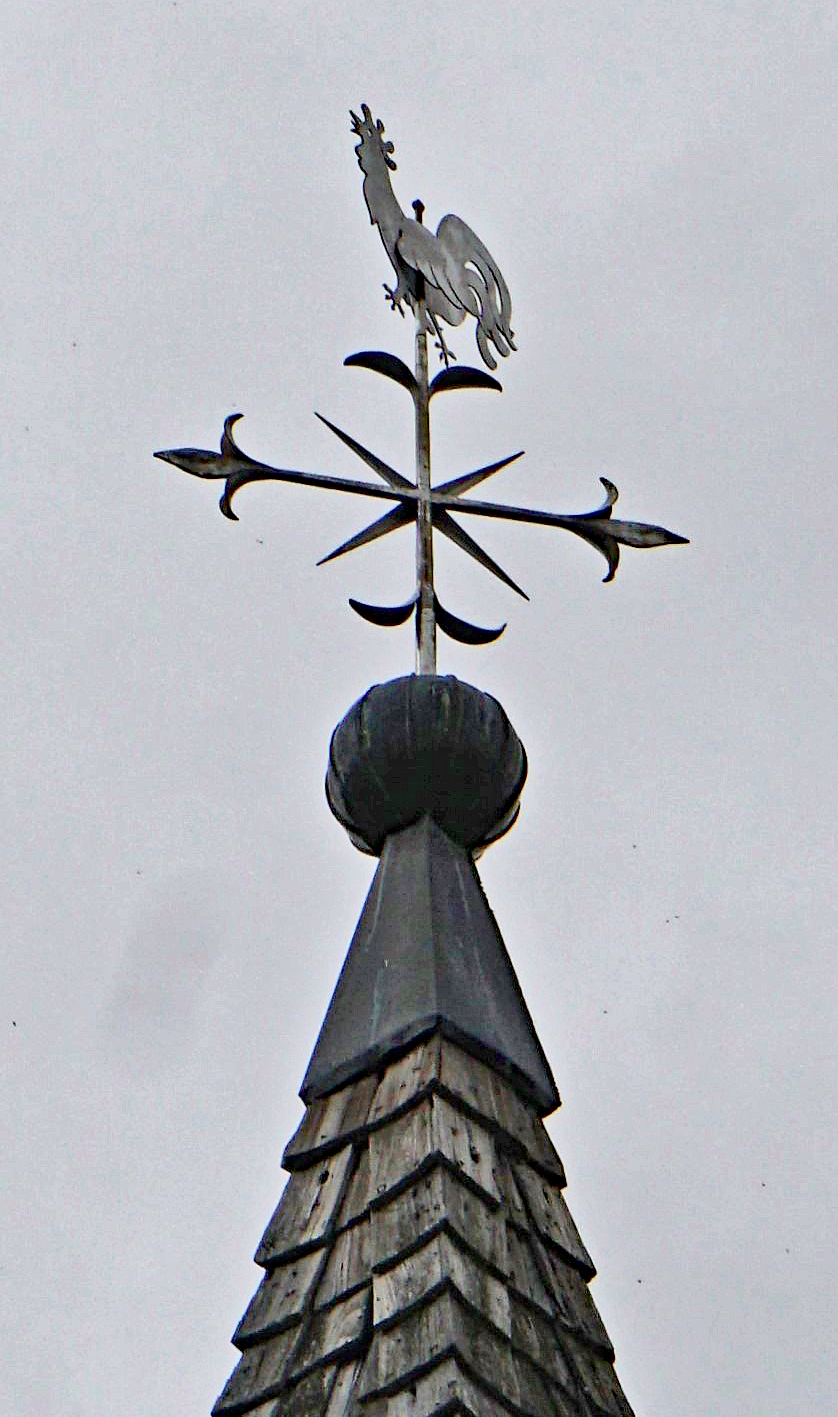
Dachreiterspitze mit Wetterhahn

## Einrichtung
Der barocke Hochaltar (mit 1721 bezeichnet, 2010 restauriert) ist ein zweisäuliger Ädikula-Altar mit gesprengtem Giebel. Das Blatt zeigt die beiden Kirchenpatrone, die Apostel Philippus und Jakobus den Jüngeren. Im Tondo des Aufsatzes ist eine gekrönte Madonna mit gekröntem Jesuskind zu sehen.